# Skeleton-Juniorenweltmeisterschaft 2007
Die Skeleton-Juniorenweltmeisterschaft 2007 war die fünfte Austragung der Skeleton-Juniorenweltmeisterschaft. Sowohl der Frauen- als auch der Männerwettbewerb fand am 10. Februar 2007 in Altenberg im Erzgebirge auf Rennschlitten- und Bobbahn Altenberg statt. Bei den Frauen sicherte sich die Deutsche Marion Trott, nachdem sie bereits im Vorjahr die Bronzemedaille gewonnen hat, den Junioren-Weltmeistertitel beim ersten deutschen Dreifachsieg der Damen. Bei den Männern gewann der deutsche Skeletonfahrer Sebastian Haupt den Titel und verhinderte damit die Titelverteidigung von Alexander Tretjakow, welcher den zweiten Platz belegte.

## Medaillenspiegel
| Platz | Land        |   |   |   |   |
| ----- | ----------- | - | - | - | - |
| 1     | Deutschland | 2 | 1 | 2 | 5 |
| 3     | Russland    | – | 1 | – | 1 |
| Total | Total       | 2 | 2 | 2 | 6 |

## Teilnehmende Nationen
| Europa (9 Nationen) |                                                             |
| --- | ----------------------------------------------------------- |
| \| - Deutschland - Lettland - Norwegen - Österreich - Polen \| - Rumänien - Russland - Tschechien - Vereinigtes Königreich \| |                                                             |
| Amerika (1 Nation) |                                                             |
| - Amerikanische Jungferninseln - Kanada - Vereinigte Staaten                                                                  |                                                             |
| Asien (1 Nation) |                                                             |
| - Japan |                                                             |
| - Deutschland - Lettland - Norwegen - Österreich - Polen                                                                      | - Rumänien - Russland - Tschechien - Vereinigtes Königreich |

## Medaillengewinner
| Wettbewerb | Gold            | Gold        | Silber              | Silber      | Bronze          | Bronze      |
| Wettbewerb | Sportler        | Leistung    | Sportler            | Leistung    | Sportler        | Leistung    |
| ---------- | --------------- | ----------- | ------------------- | ----------- | --------------- | ----------- |
| Frauen     | Marion Trott    | 2:00,60 min | Katharina Heinz     | 2:01,65 min | Kathleen Lorenz | 2:01,94 min |
| Männer     | Sebastian Haupt | 1:47,23 min | Alexander Tretjakow | 1:47,26 min | Frank Rommel    | 1:47,32 min |